# Iris Marga
María Iris Elda Rosmunda Pauri Bonetti (Orvieto, provincia de Terni, Umbría, Italia; 18 de enero de 1901-Buenos Aires, Argentina; 28 de diciembre de 1997), más conocida como Iris Marga, fue una actriz y vedette argentina de origen italiano. Actuó en cine, televisión, teatro y en revistas porteñas que fue llamada "La gran dama del teatro".

## Biografía
Llegó a la Argentina con su madre, cuando tenía 4 años, su padre había llegado antes y poco tiempo después se separaría de ellas. Su madre era maestra en las academias Berlitz, le enseñó a leer, y le daba clases de inglés y francés.
Inició su carrera artística en la década de 1920. Había sido invitada a cantar una parodia de tango en el Teatro Solís de Montevideo durante un homenaje a Florencio Parravicini y después regresó a esa ciudad por asuntos sentimentales y la contrataron para inaugurar el Hotel Internacional de Copacabana, donde reemplazó a una mujer que estaba enferma. De regreso en Buenos Aires trabajó en el Teatro Empire, junto a Carlos Gardel y Raquel Meller. En el teatro Maipo estrenó el tango Julián y se convirtió en una de las estrellas de la revista porteña compartiendo cartel con Gloria Guzmán, Carmen Lamas y Paquita Garzón. En 1929 fue convocada por Pepe Ratti para actuar en la obra teatral El valor de una vida, de Pedro Aquino. Trabajó en drama y en comedia, dirigida por directores como Orestes Caviglia, Armando Discépolo y Luigi Pirandello. Estuvo esporádicamente bajo la dirección del teatro San Martín. 
En los años 30 realizó muchas giras teatrales, en las cuales se llegaban a hacer varias funciones por día. Con Elías Alippi y Antonio Cunill Cabanellas se acercó a la compañía de Enrique Susini.
En 1933 Luigi Pirandello la dirigió en la obra Cuando se es alguien, en el teatro Odeón.
Integró la Comedia Nacional desde su fundación en 1936, año en el que también filmó su primera película, Tararira, de Benjamín Fondané, que por voluntad de la productora Estudios San Miguel nunca llegó a estrenarse.
Participó en más de 30 obras. En teatro siguió realizando obras como Las alegres comadres de Windsor de Shakespeare, Los intereses creados, El pavo, Mirandolina, Amanda y Eduardo, Cuando se es alguien, entre otras.
En cine participó en 11 películas, entre las que figuran Petróleo, El viaje sin regreso, Horas marcadas, Los tres mosqueteros, El candidato, (trabajo por el cual ganó el premio a la mejor actriz de reparto), entre otras. En Italia filmó una película en 1991, L'amore necessario, de Fabio Carpi. En 1941 se naturalizó como argentina.
En España y trabajó con Miguel Faust Rocha. En 1950 integró la primera comisión directiva del Ateneo Cultural Eva Perón y relanzó su carrera en Argentina en el Teatro Caminito de Cecilio Madanes, con musicales. Integró la compañía de Orestes Caviglia, encabezó una versión de Las alegres comadres de Windsor, formó parte del elenco de Después de la caída, de Arthur Miller, también hizo vodevil y muchas comedias televisivas.
Desde 1960 fue presidenta de la Casa del Teatro. Fue asesora artística de Canal 7, miembro del directorio del Fondo Nacional de las Artes, directora del Teatro General San Martín y fue autora del libro "El teatro, mi verdad".
En 1963 tuvo un éxito en teatro con "Rinoceronte" de Ionesco con Fernanda Mistral, Alberto Argibay, Juan Carlos Gene y Fernando Vegal.
En 1970 fue a Mar del Plata con "Sucedio en la oscuridad " (Comedia Negra ) de Shaffer con Fernanda mistral, susana rinaldi, Atilio Marinelli y Tincho Zabala
También participó en televisión en ciclos como Ese que no se va de Casanova, Gran Hotel Carrousel, con Violeta Rivas, Todos somos mala gente, Navidad en el año 2000, entre otros.
En 1983 actuó con actores como Juan Carlos Thorry y Santiago Gómez Cou en la obra teatral Hoy ensayo hoy. En 1986 realizó su última aparición cinematográfica en Argentina en Miss Mary, de María Luisa Bemberg. 
En 1989 en Francia actuó en la obra teatral Familia de Artistas, de Alfredo Arias y Kado Kostzer, basada en la delirante familia de Lida Martinoli, donde actuó junto a Marilú Marini y Lía Jelín, y fue estrenada en 1991, donde cantó un tango que realizó Astor Piazzolla a ella.
Conseguía donaciones y realizaba ferias para recaudar fondos para la Casa del Teatro. En 1992 se le otorga el honor de ser una Ciudadana ilustre de la Ciudad de Buenos Aires. 
Falleció el 28 de diciembre de 1997 a los 96 años en Buenos Aires.

## En sus palabras
«Siempre me sentí como una chiquilina inconsciente, aun cuando ya era alguien, digamos, famosa», recordaba sonrojándose. La popularidad no estaba en sus planes en tiempos de pura travesura, pero siendo celadora de un liceo de señoritas calmaba a las niñas cantándoles chotis, como La reina del cortijo o "El soldadito".

«Me había invitado el empresario José Messutti. En el cuarto de al lado del hotel se alojaba una mujer, modista, que tarareaba un tango en una mezcla infernal de castellano, brasileño y francés. De tanto escucharla, la aprendí y se la canté al empresario, que se mató de risa. Lo mismo pasó en una fiesta de homenaje a Parravicini, donde me hicieron repetir la monería. El empresario del Solís, que tenía la compañía de Concepción Olona, me llamó para hacer un fin de fiesta. No tenía plata, mamá ni hablemos, y me largué.»

«Vino a dirigirnos en el Odeón y yo tenía que hacer un personaje físicamente robusto. Cuando me vio, me dijo: "Ma, e molto magra" ["Pero, es muy flaca"]. Le contesté: "Mire: si quiere me voy, pero ni se le ocurra pensar que voy a ponerme rellenos y esas cosas". Se quedó azorado y me pidió que siguiera."»

## Filmografía
- L'amore necessario (1991)
- Miss Mary (1986)
- Los médicos (1978)
- Ufa con el sexo (inédita - 1968)
- ¡Al diablo con este cura! (1967)
- Hotel alojamiento (1966)................................Teresa, madre de Marta
- El candidato (1959)
- Horas marcadas (1954)
- Los tres mosqueteros (1946)
- Viaje sin regreso (1946)
- Petróleo (1940)
- Tararira (la bohemia de hoy) (inédita - 1936)

## Televisión
- Navidad en el año 2000 (1980)
- Todos somos mala gente (1968)
- Gran Hotel Carrousel (1967)
- Show Standard Electric (1965)
- Cuando enero cuenta bajo (1960), emitido por Canal 7 y escrito por Jorge Falcón. Con Alberto de Mendoza y Nora Palmer.
- Ese no sé qué de Casanova (1958)

## Premios
- Premio de la Cámara de Diputados (1994)
- Premio Municipal (1993)
- Premio Argentores (1993)
- Premio Podestá (1991)
- Premio Argentores (1991)
- Premio Konex-Mención especial (1991)

## Honores
Fue ciudadana ilustre de:
- Buenos Aires
- La Plata
- República de San Telmo
- Lomas de Zamora